# Carlos Simon
Carlos Eugênio Simon, född 3 september 1965 i Brasilien, är en brasiliansk fotbollsdomare som bland annat dömt i fotbolls-VM 2002 och 2006. Han är även journalist.
Under 2009 pålades Simon ett sex veckor långt yrkesförbud av sitt nationella förbund, med anledning av anklagelser om inkompetens, korruption och "upprepade misstag".
Matcher i VM 2002 som huvuddomare:
- England - Sverige (gruppspel)
- Mexiko - Italien (gruppspel)

Matcher i VM 2006 som huvuddomare:
- Italien - Ghana (gruppspel)
- Spanien - Tunisien (gruppspel)
- Tyskland - Sverige (åttondelsfinal)

Under åttondelsfinalen i VM 2006 mellan Tyskland - Sverige flinade Simon i samband med att han visade ut svensken Teddy Lučić (efter två varningar).